# 舞蹈科学
舞蹈科学（英語：dance science）是对舞蹈和舞者的科学研究，致力于科学原理在舞蹈中的实际应用。其目的是提高舞蹈表演效果、减少創傷、改善健康福祉。
舞蹈医学和科学是在1970年代和80年代从运动医学领域发展起来的。1980年代初期，美国舞蹈节（ADF）开始在舞者的课程中加入舞蹈医学知识。ADF搬到杜克大学后，杜克大学医学院的教授对舞蹈健康产生了兴趣。随后的1990年，国际舞蹈医学与科学协会（International Association for Dance Medicine and Science，IADMS）由舞蹈医学从业者、舞蹈教育家、舞蹈科学家和舞者组成的国际团体成立。 IADMS的成员从1991年的48名成员开始，到2016年已发展到35个国家或地区的900多名成员。